# Helleborus lividus

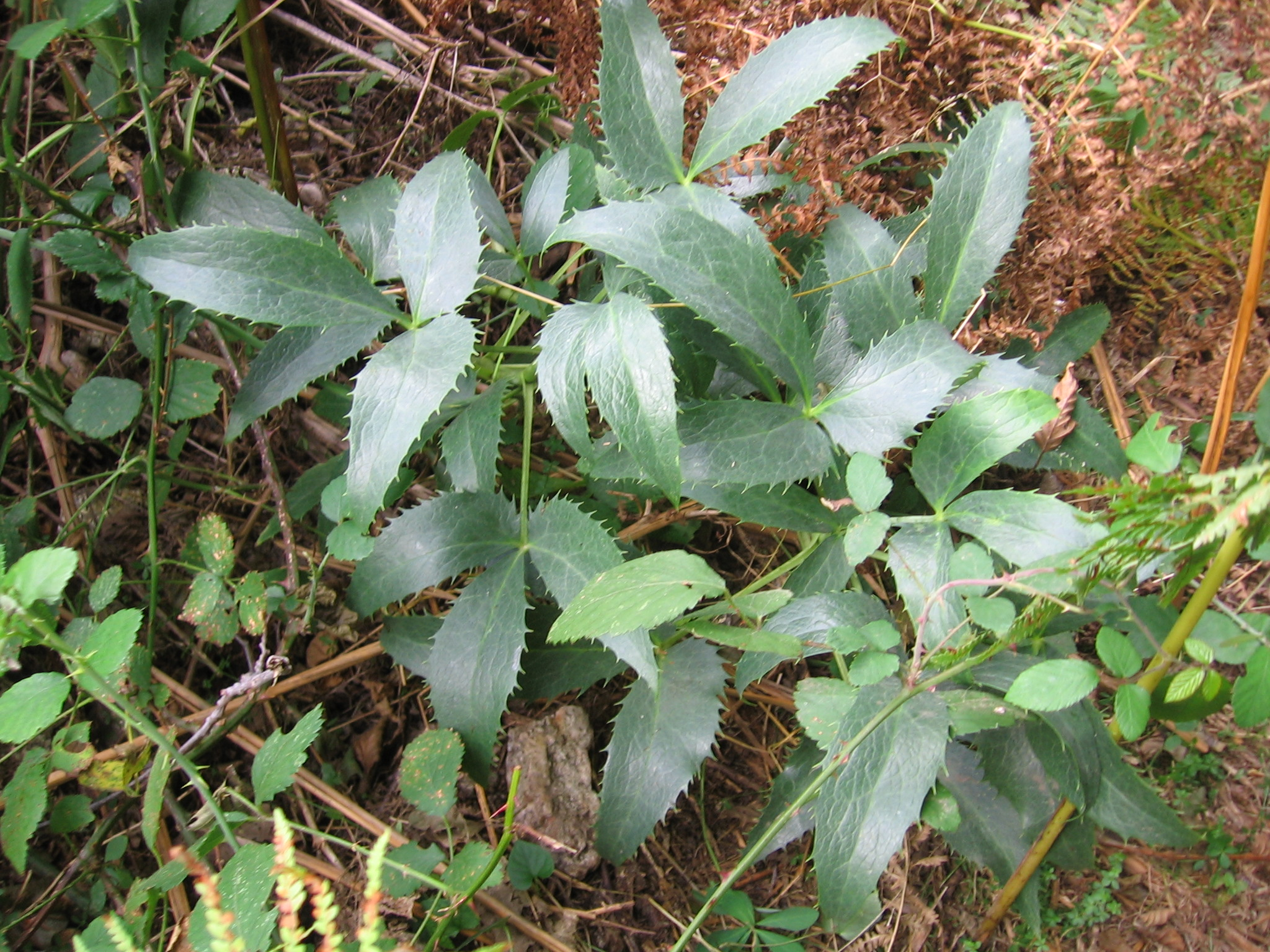
H. lividus corsicus a Evisa (Còrsega)

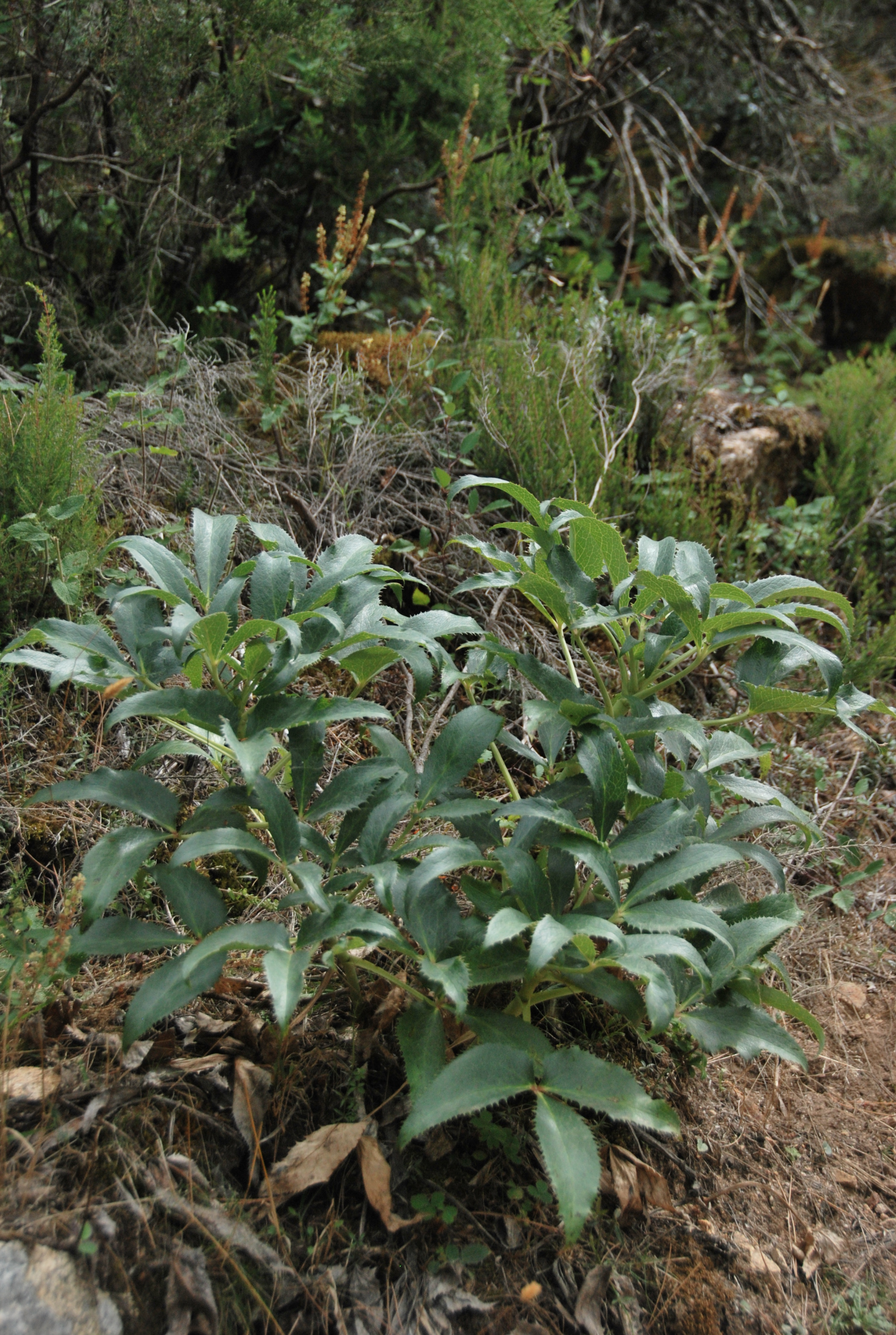
Vista de la planta

Helleborus lividus és una espècie de planta de la família de les ranunculàcies, que habita als peus de roques, a llocs ombrívols, de la Serra de Tramuntana i de l'illa de Cabrera.

## Descripció
És una planta herbàcia perenne amb fulles verd fosc-blavoses, de tacte coriaci, dividides en tres folíols de diversos centímetres de longitud; l'anvers és lluent i pot tenir un dibuix de línies de color blanc, mentre que el revers pot agafar colors vermellosos. Les flors s'obren gairebé completament al final de l'hivern principi de primavera, no són oloroses i estan formades per cinc sèpals d'aspecte petaloide de color verd clar. Aquesta planta aconsegueix mesurar els 45 cm d'alçada i 30 cm d'ample, sent tolerant a les gelades i a la falta d'aigua. Es propaga per llavors.

## Distribució i hàbitat
Habita a llocs frescs i ombrívols, com encletxes de roques peus de penyals, etc. Des del nivell de la mar fins a 1000 metres. És natural de Mallorca i possiblement de Cabrera (Espanya). Aquesta forma balear va ser considerada per Aiton com la nominal de l'espècie: Helleborus lividus subsp. lividus. El mateix botànic va nominar la forma de Còrsega i Sardenya com a Helleborus lividus subsp. corsicus.

## Taxonomia
Helleborus lividus va ser descrita per William Aiton i publicada a Botanical Magazine 2:, t. 72, l'any 1789.

### Citologia
Nombre de cromosomes d'Helleborus lividus i tàxons infraespecífics: 2n=32.

### Etimologia
- Helleborus: nom genèric que deriva del nom grec per a Helleborus orientalis: helleboros; d'Helle per a "fer mal" i bora per a "menjar", fent referència al fet que danya el menjar per ser planta verinosa.[4]
- lividus: epítet llatí que significa "color plomís".[5]

### Sinonímia
- Helleborus lividus var. integrifolius DC.
- Helleborus trifolius Mill.
- Helleborus trifolius var. integrifolius (DC.) Gürke
- Helleborus trifolius subsp. lividus (Aiton ex Curtis) Briq.
- Helleborus trifolius var. lividus (Aiton ex Curtis) Knoche
- Helleborus triphyllus Lam.[6]